# صيد فرس النهر وتمساح
صيد فرس نهر وتمساح هي لوحة زيتية رسمها الرسام الفلامنكي بيتر بول روبنس بين عامي 1615-1616 لتزيين قصر Schleissheim_Palace بجانب ثلاثة لوحات أخرى تصور صيد أسد،ذئب وخنزير بري.تم سرقة الأربع لوحات خلال الحروب النابليونية.فقط لوحة صيد فرس نهر وتمساح هي من عادت إلى ميونخ. حيث تم إضافتها إلى مجموعة ألت بيناكوثيك.

## معرض صور

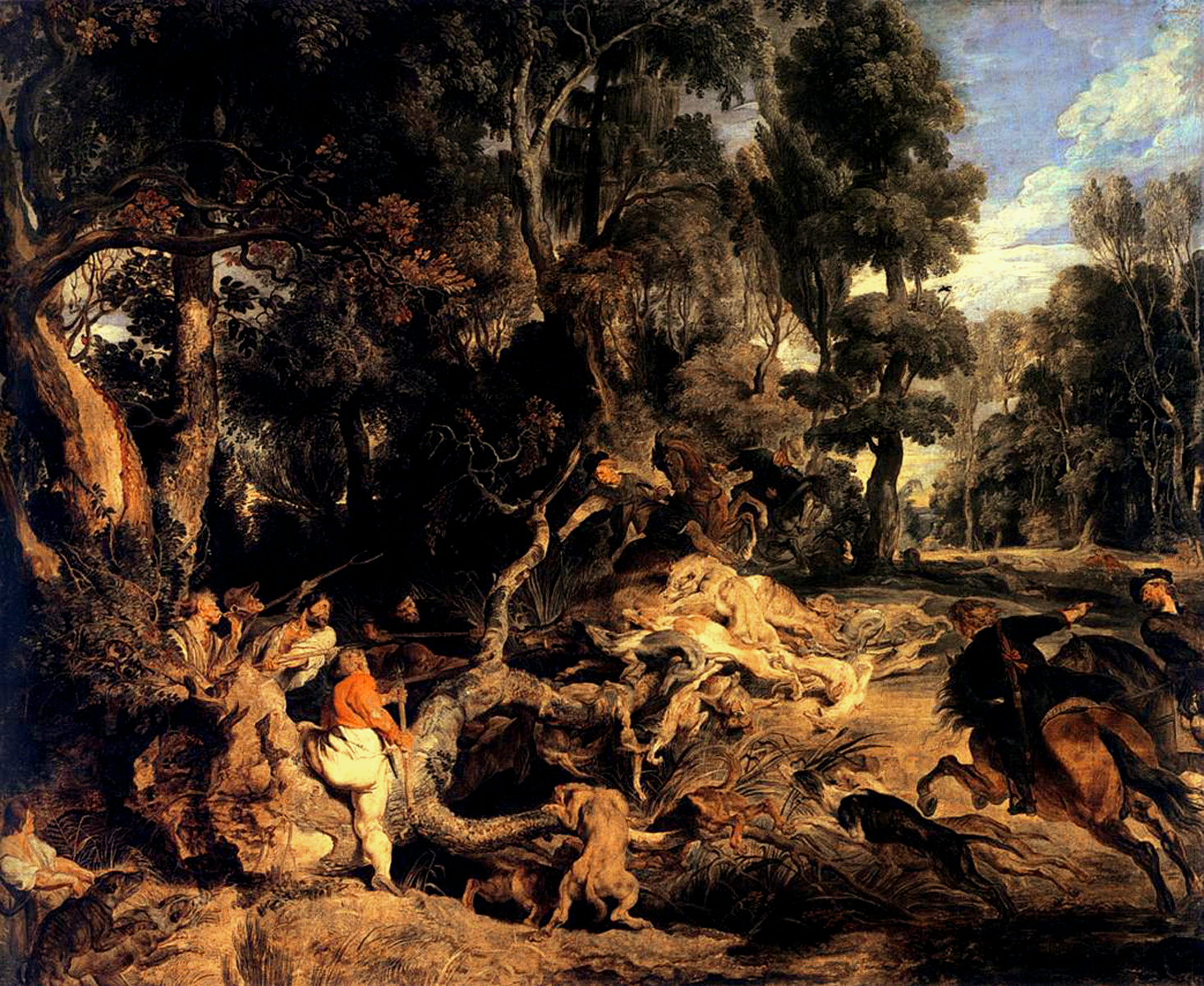
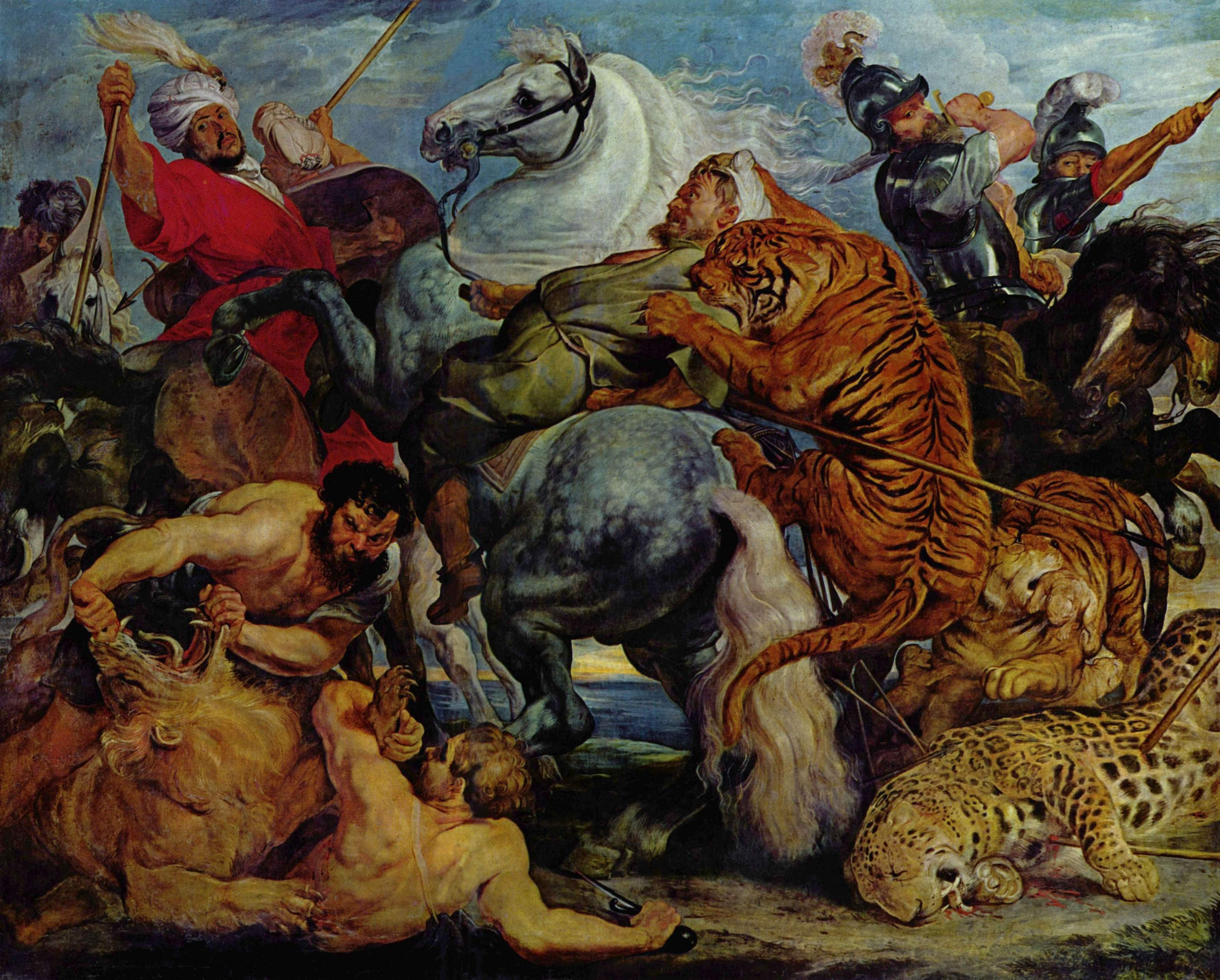
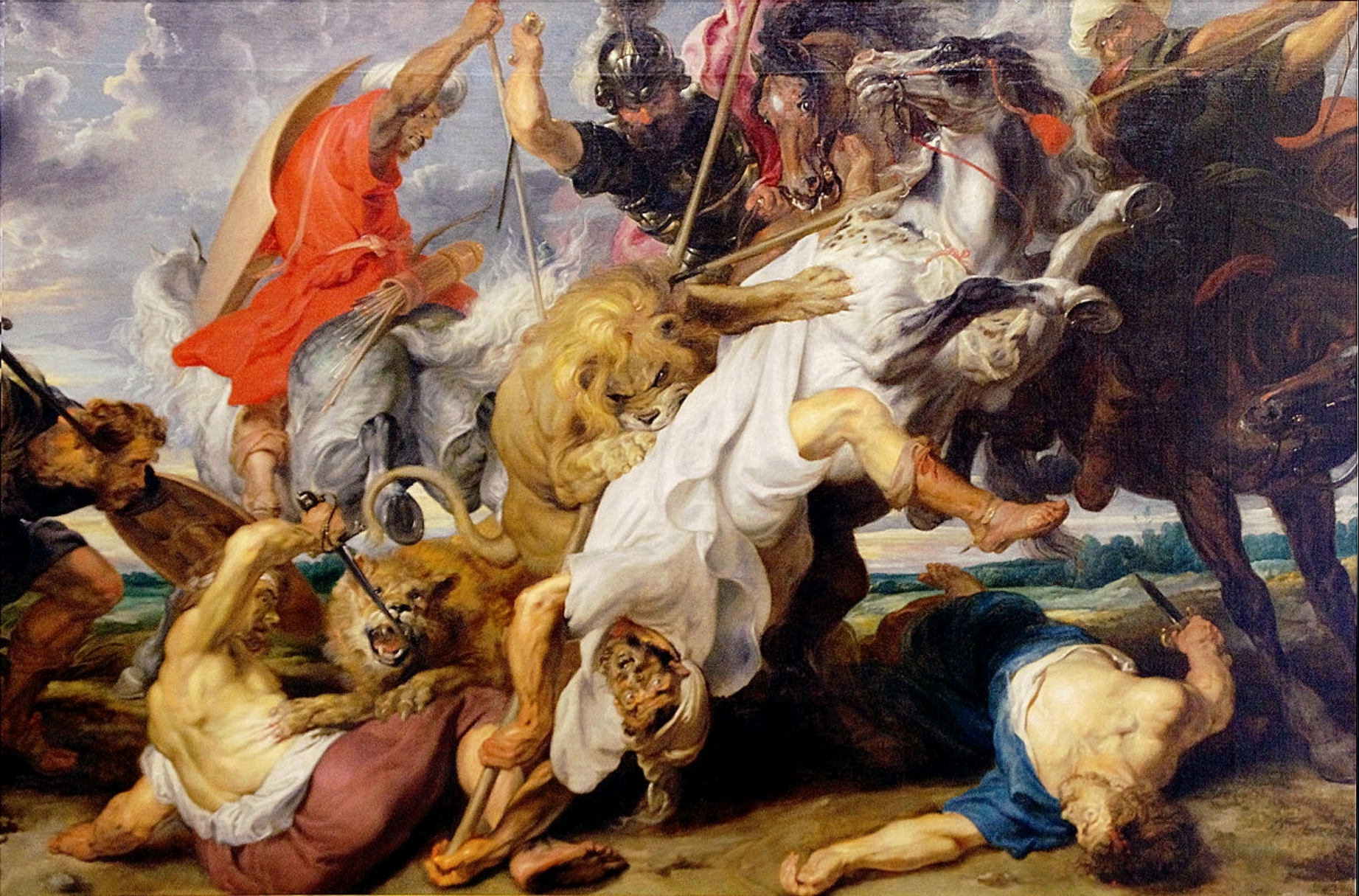
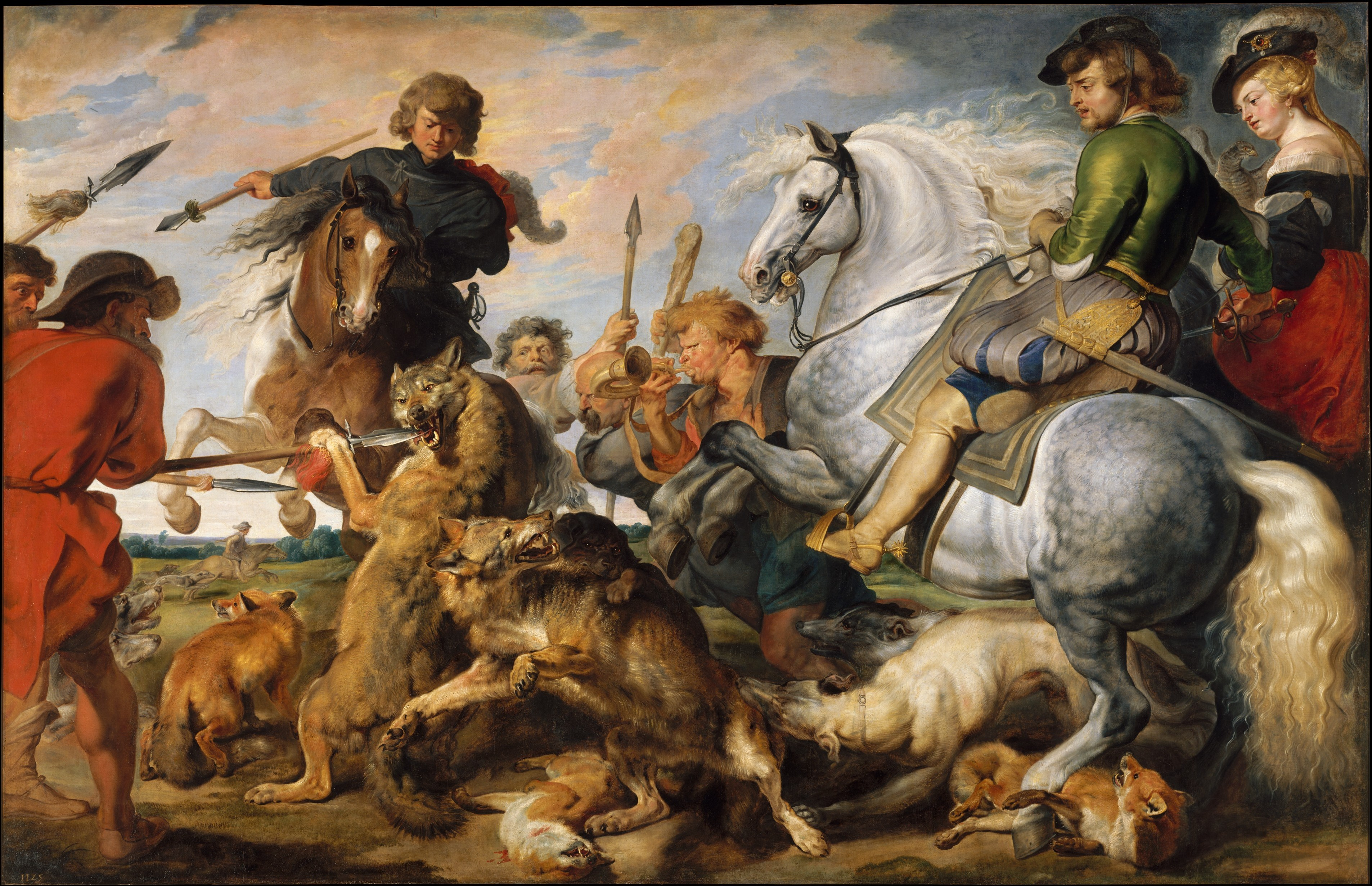